# Anolis megalopithecus
Espèce
Synonymes
- Dactyloa megalopithecus (Rueda-Almonacid, 1989)

Statut de conservation UICN

 LC  : Préoccupation mineure
Anolis megalopithecus est une espèce de sauriens de la famille des Dactyloidae. 

## Répartition
Cette espèce est endémique du département d'Antioquia en Colombie. Elle a été découverte à Frontino à 2 000 m d'altitude.

## Publication originale
- Rueda-Almonacid, 1989 : Un nuevo y extraordinario saurio de color rojo (Iguanidae: Anolis) para la Cordillera Occidental de Colombia. Trianea, no 3, p. 85-92.